# Светолик Илић
Светолик Илић (Лесковац) познат под надимком Света Ћора био је први дипломирани пољопривредни инжењер у Лесковцу после Другог светског рата.

## Биографија
Рођен је од оца Јована који је раније био учитељ и оснивач прве земљорадничке задруге у Печењевцу и мајке Тодоре. Године 1950. дипломирао је на Пољопривредном факултету у Београду и вратио се у Лесковац где је постављен за директора Тракторске станице као дипломирани агроном. Касније је постављен за директора Пољопривредног добра "Дубочица". 
Првог радног дана на Пољопривредном добру потражио је матичне књиге стоке и установио да недостају телад и прасад. Након сазнања да су дати партијским друговима наредио је да се истима упуте фактуре за плаћање узетог, те је избио велики скандал због кога је након неког времена пребачен у Призрен.